# Lasioglossum sutshanicum
Lasioglossum sutshanicum är en biart som beskrevs av Pesenko 1986. Lasioglossum sutshanicum ingår i släktet smalbin, och familjen vägbin. Inga underarter finns listade i Catalogue of Life.